# فرودگاه رونیبه
فرودگاه رونیبه  (به انگلیسی: Ronneby Airport) یک فرودگاه نظامی و همگانی مسافربری با کد یاتا RNB است که یک باند فرود آسفالت دارد و طول باند آن ۲۳۳۱ متر است. این فرودگاه در شهر رونیبه  کشور سوئد قرار دارد و در ارتفاع ۵۸ متری از سطح دریا واقع شده است.